# Sołtysia (Góry Krucze)
Sołtysia (niem. Scholzenberg, 640 m n.p.m.) – wzniesienie w  południowo-zachodniej Polsce, w Sudetach Środkowych, w Górach Kruczych.

## Położenie
Wzniesienie położone jest w środkowo-wschodniej części Gór Kruczych, po północno-wschodniej stronie Przełęczy Ulanowickiej, na południowy wschód od centrum miejscowości Lubawka.

## Fizjografia
Wzniesienie o wyraźnie wyniesionym wierzchołku ponad powierzchnię szczytową. Wznosi się w części północnej Gór Kruczych, w niewielkiej odległości na północny wschód od Przełęczy Ulanowickiej, jako niższa, wyraźnie zaznaczona kulminacja, w krótkim, bocznym ramieniu, odchodzącym od grzbietu głównego w kierunku południowo-zachodnim. Wzniesienie ma kształt rogala, o wydłużonym północno-wschodnim ramieniu i stromo opadających zboczach. Zbocze północno-wschodnie jest długie i łagodnie opada w stronę Kotliny Krzeszowskiej. Położenie góry po północno-wschodniej stronie przełęczy na południowo-wschodnim skraju części północnej Gór Kruczych, oraz kształt i wyraźna część szczytowa góry czynią górę rozpoznawalną w terenie.

## Budowa geologiczna
Góra zbudowana z odpornych, dolnopermskich skał wulkanicznych, głównie z trachybazaltów i trachyandezytów, oraz skał kwaśnych, ryolitów i brekcji ryolitowych, w otoczeniu skał osadowych czerwonego spągowca. Wszystkie te utwory należą do zachodniego skrzydła niecki śródsudeckiej.

## Roślinność
Cały szczyt i zbocza porasta las świerkowy regla dolnego, z domieszką innych gatunków drzew liściastych.

## Zagospodarowanie
Zbocza poniżej szczytu trawersuje kilka leśnych dróg i ścieżek.

## Inne
- Południowo-zachodnim podnóżem góry przebiega lokalna droga Chełmsko Śląskie - Lubawka.
- W przeszłości góra nosiła nazwę Scholzen Berg.

## Turystyka
Podnóżem szczytu prowadzą szlaki turystyczny pieszy i rowerowy:
 zielony – zachodnim podnóżem prowadzi fragment szlaku z Lubawki do Krzeszowa przechodzący przez najciekawszą środkową część Gór Kruczych
 czerwony – rowerowy prowadzący przez środkową część Gór Kruczych, który zaczyna się w Lubawce